# NGC 1316C
NGC 1316C је лентикуларна галаксија у сазвежђу Пећ која се налази на NGC листи објеката дубоког неба.
Деклинација објекта је - 37° 0' 33" а ректасцензија 3h 24m 58,4s. Привидна величина (магнитуда) објекта NGC 1316 износи 13,4 а фотографска магнитуда 14,4. NGC 1316C је још познат и под ознакама ESO 357-27, MCG -6-8-12, FCC 33, PGC 12769.